# Neuer jüdischer Friedhof (Schiefbahn)

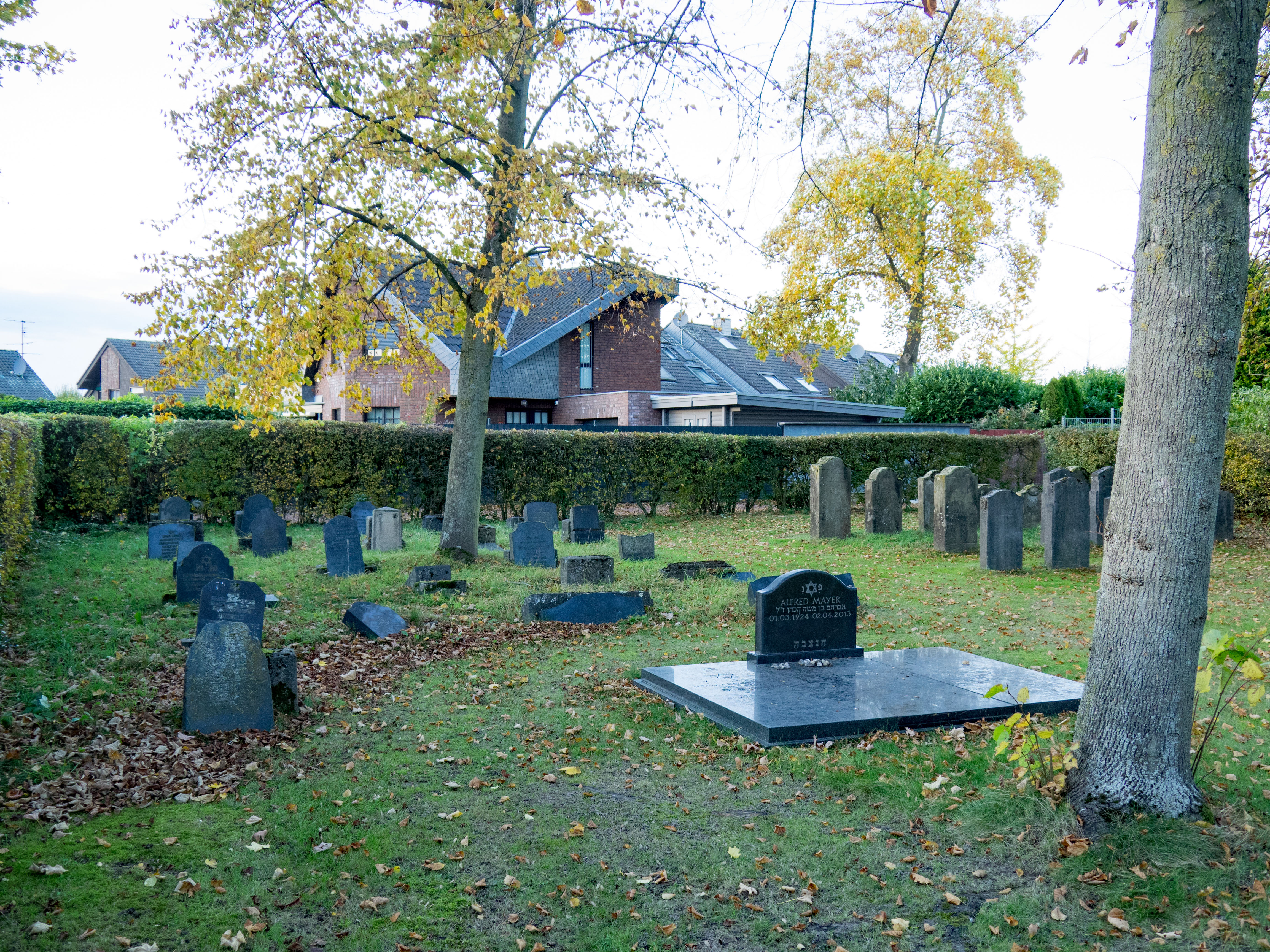
Neuer jüdischer Friedhof Schiefbahn (Oktober 2021)

Der Neue jüdische Friedhof Schiefbahn befindet sich im Stadtteil Schiefbahn der Stadt Willich im Kreis Viersen in Nordrhein-Westfalen.
Der Friedhof Am Bertzweg wurde von 1913 bis 1935 und im Jahr 1948 belegt. Hier wurden auch verstorbene Juden aus Willich bestattet. Auf dem Friedhof befinden sich 88 Grabsteine. Im Jahr 1957 wurden hierher die Gräber des neuen Friedhofs in Frimmersdorf umgebettet (16 Grabsteine) und 45 Grabsteine von Gustorf.